# Adelfio (cognome)
Adelfio è un cognome di lingua italiana.

## Varianti
Adelfi, Adelfo, L'Adelfa, La Delfa.

## Origine e diffusione
Il cognome è tipicamente meridionale.
Potrebbe derivare dal prenome Adelfo, a sua volta derivato dal greco adelphós, "fratello" (da cui anche Delfini).